# Sagas de proscritos
Las sagas de proscritos (en nórdico antiguo: Skógarmanna sögur) es un apelativo moderno literario que identifica a diversas sagas islandesas que tienen como protagonistas principales a proscritos de Islandia. El concepto de sujeto fuera de la ley se aleja del perfil pendenciero que suele mostrar, por ejemplo, la literatura inglesa; más bien son personajes que aparecen como «buenos proscritos», casi héroes en circunstancias adversas con ciertas simpatías entre algunos grupos sociales que les proporcionan apoyo, sustento y comprensión para mantenerlos con vida y alimentar la leyenda. La trama arranca al protagonista de su entorno, privado de sus tierras, propiedades personales y libertad, y normalmente destinados a un trágico final. En todas los relatos surge el momento cumbre, cuando el héroe se enfrenta en una batalla sin esperanza de triunfo, contra unas fuerzas de la sociedad que le ha rechazado.
El manuscrito AM 556a 4.º (siglo XV) es el único que contiene un compendio con las tres sagas de proscritos conocidas:
- Saga de Grettir
- Saga de Gísla Súrssonar
- Saga Harðar ok Hólmverja